# 黑龙江省科学技术协会
黑龙江省科学技术协会，简称黑龙江省科协，是中华人民共和国黑龙江省科学技术工作者组成的专业性人民团体，是中国科学技术协会的地方组织，受中国共产党黑龙江省委员会的领导。